# Apotomis semifasciana
Apotomis semifasciana là một loài bướm đêm thuộc họ Tortricidae. Nó được tìm thấy ở hầu hết châu Âu, phía đông đến phần phía đông của the Palearctic ecozone.
Sải cánh dài 17–20 mm. Con trưởng thành bay từ tháng 7 đến tháng 8. They fly from late evening onwards.
Ấu trùng ăn the catkins và later the leaves of Salix species.